# Mistrovství světa juniorů v biatlonu
Mistrovství světa juniorů v biatlonu se poprvé konalo v roce 1967 ve východoněmeckém Altenbergu. Do roku 1983 závodili pouze muži. Věková hranice zúčastněných sportovců je 20 let. Juniorské šampionáty se od roku 1967 do roku 1988 konaly ve stejném období a na jednom místě jako mistrovství světa.
Od roku 2002 jsou součástí mistrovství světa juniorů také soutěže dorostenců – Mistrovství světa dorostenců v biatlonu.

## Přehled světových šampionátů
Předchozí juniorské a dorostenecké šampionáty se konaly na těchto místech:
- 1967  Altenberg
- 1968  Luleå
- 1969  Zakopané
- 1970  Östersund
- 1971  Hämeenlinna
- 1972  Linthal
- 1973  Lake Placid
- 1974  Minsk
- 1975  Antholz
- 1976  Minsk
- 1977  Lillehammer
- 1978  Hochfilzen
- 1979  Ruhpolding
- 1980  Sarajevo
- 1981  Lahti
- 1982  Minsk
- 1983  Antholz
- 1984  Chamonix
- 1985  Egg am Etzel
- 1986  Falun
- 1987  Lahti
- 1988  Chamonix
- 1989  Voss
- 1990  Sodankylä
- 1991  Galyatető
- 1992  Canmore
- 1993  Ruhpolding
- 1994  Osrblie
- 1995  Andermatt
- 1996  Kontiolahti
- 1997  Forni Avoltri
- 1998  Valcartier
- 1999  Pokljuka
- 2000  Hochfilzen
- 2001  Chanty-Mansijsk
- 2002  Ridnaun
- 2003  Kościelisko
- 2004  Haute Maurienne Vanoise
- 2005  Kontiolahti
- 2006  Presque Isle
- 2007  Martell
- 2008  Ruhpolding
- 2009  Canmore
- 2010  Torsby
- 2011  Nové Město na Moravě
- 2012  Kontiolahti
- 2013  Obertilliach
- 2014  Presque Isle
- 2015  Minsk
- 2016  Cheile Grădiştei
- 2017  Osrblie
- 2018  Otepää
- 2019  Osrblie
- 2020  Lenzerheide
- 2021  Obertilliach
- 2022  Soldier Hollow
- 2023  Ščučinsk
- 2024  Otepää
- 2025  Östersund

## Medailové pořadí zemí
Stav po MSJ 2015
| Pořadí | Země       | Zlato | Stříbro | Bronz | Celkově |
| ------ | ---------- | ----- | ------- | ----- | ------- |
| 1.     | Německo    | 123   | 93      | 72    | 288     |
| 2.     | Rusko      | 111   | 98      | 93    | 302     |
| 3.     | Norsko     | 44    | 36      | 52    | 132     |
| 4.     | Francie    | 35    | 30      | 33    | 98      |
| 5.     | Itálie     | 11    | 13      | 10    | 34      |
| 6.     | Bělorusko  | 10    | 7       | 15    | 32      |
| 7.     | Česko      | 6     | 17      | 15    | 38      |
| 8.     | Rakousko   | 6     | 9       | 10    | 25      |
| 9.     | Švédsko    | 6     | 9       | 7     | 22      |
| 10.    | Finsko     | 5     | 18      | 20    | 43      |
| 11.    | Ukrajina   | 5     | 11      | 12    | 28      |
| 12.    | Polsko     | 5     | 7       | 9     | 21      |
| 13.    | Čína       | 5     | 0       | 1     | 6       |
| 14.    | USA        | 4     | 5       | 3     | 12      |
| 15.    | Kanada     | 3     | 6       | 8     | 17      |
| 16.    | Kazachstán | 2     | 5       | 5     | 12      |
| 17.    | Nizozemsko | 2     | 0       | 0     | 2       |
| 18.    | Slovinsko  | 1     | 3       | 4     | 8       |
| 19.    | Estonsko   | 1     | 2       | 2     | 5       |
| 20.    | Rumunsko   | 1     | 1       | 1     | 3       |
| 21.    | Bulharsko  | 0     | 8       | 6     | 14      |
| 22.    | Slovensko  | 0     | 5       | 4     | 9       |
| 23.    | Švýcarsko  | 0     | 1       | 2     | 3       |
| 24.    | Chorvatsko | 0     | 1       | 0     | 1       |
| 24.    | Dánsko     | 0     | 1       | 0     | 1       |